# Forces armades

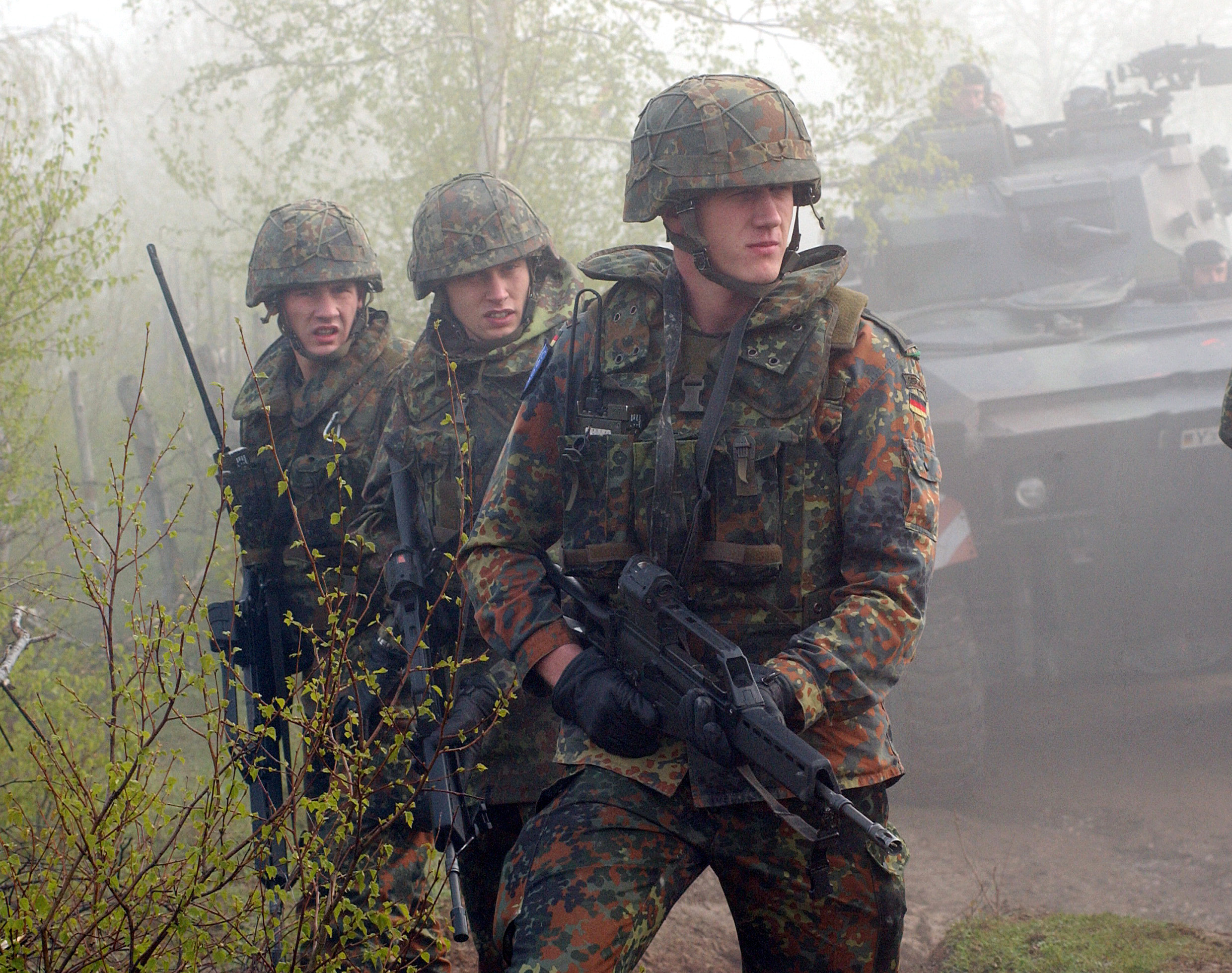
Soldats de l'Exèrcit alemany.

Les forces armades d'un estat són el conjunt d'institucions oficials, permanents i regulars encarregades d'aplicar la política de defensa nacional, així com la política exterior, per via armada. L'organització de les forces armades es basa en la jerarquia i la disciplina. El personal militar en servei s'identifica per l'ús de l'uniforme militar, i la posició jeràrquica de cada militar es manifesta en el sistema de graus militars, representats mitjançant les divises.
Les forces armades són de caràcter exclusivament militar; per això mateix, i com a norma general, no en forma part la policia: tot i dur armes, els cossos policials són de caràcter civil i tenen com a funció perseguir el delicte, defensar l'ordre públic i fer complir la legislació.
L'estudi de l'ocupació de les forces armades és conegut com a ciència militar. En termes generals, açò comporta planificar l'atac i la defensa en tres «nivells» o estadis: estratègia, art operatiu i tàctica. Cadascun d'aquests nivells estudia l'ús de la força com a mitjà d'atènyer l'objectiu cobejat.
Històricament les forces armades s'han compost només d'homes: la vida militar era masculina per antonomàsia. Això ha anat canviant al llarg del segle xx. A partir de la Segona Guerra Mundial hom ha reclutat dones per a serveis auxiliars (mecàniques, conductores, oficinistes, personal de terra de l'aviació, etc.). En les darreres dècades força exèrcits admeten dones com a combatents, sempre a títol voluntari. Cal destacar el cas especial d'Israel, en què les dones fan el servei militar igual que els homes.

## Definició
Habitualment s'anomenen forces armades d'un estat o organisme supraestatal (com l'OTAN) al conjunt de personal i equipament que formen part dels exèrcits de terra, aire i mar. En dret internacional humanitari el Comitè Internacional de la Creu Roja defineix les forces armades com el conjunt de persones que reconeixen l'autoritat d'una part en un conflicte armat i prenen accions hostils contra l'altra part. Això pot incloure tant soldats professionals com guerrilles o unitats paramilitars.

## Organització (estructura) de les forces armades
A la majoria dels estats, les forces armades consten de tres grans branques o exèrcits: 
- L'exèrcit o exèrcit de terra amb les forces terrestres.
- L'armada o marina militar amb les forces navals.
- La força aèria o exèrcit de l'aire amb l'aviació militar.

No tots els estats disposen de les tres branques i d'altres hi afegeixen més branques separades com la infanteria de marina, organitzacions policials de titularitat militar (com la Gendarmeria francesa, els Carabinieri italians o la Guàrdia Civil espanyola). En canvi, els estats més petits solen tenir una única organització militar que abasta totes les forces armades emprades a l'estat en qüestió.
Al si de cada branca o exèrcit de les forces armades el personal s'agrupa en branques anomenades armes, cossos o serveis segons la seva especialitat. En general les armes són cossos combatents i es caracteritzen pel tipus d'armament emprat i per la manera de combatre. Els cossos i serveis són de caràcter logístic, organitzatiu i de suport. Per exemple al si de l'exèrcit de terra hi ha les armes d'infanteria, artilleria, blindats... i els cossos de sanitat, intendència… Els enginyers són considerats arma en alguns exèrcits i cos en d'altres.
Cada branca o exèrcit de les forces armades s'articula operativament en una estructura jeràrquica d'unitats militars. Per exemple, al si de l'exèrcit de terra hi ha unitats com els regiments que s'agrupen en brigades, aquestes en divisions i així successivament. En principi, tota unitat pertany a una arma, cos o servei, i així hi ha unitats d'infanteria, d'artilleria, de sanitat, etc. Exemples d'ús: 13a Brigada d'Infanteria Motoritzada, 4a Divisió de Blindats. Cada arma, cos, servei i unitat compta amb el seu propi emblemes.

## Models de forces armades
Les forces armades poden constituir un exèrcit regular, oficial, sostingut i organitzat sistemàticament pel poder polític, sotmès a una jerarquia establerta d'acord amb la definició que hem usat fins ara. L'exèrcit regular contrasta amb les forces irregulars (paramilitars, milícies voluntàries, mercenaris, etc.).
Usualment l'exèrcit regular consta de:
- Exèrcit permanent: conjunt de forces que estan constantment sobre les armes, preparades per a actuar en cas de conflicte;
- Reserva: conjunt de forces que hom pot cridar a les armes en cas que calgui reforçar o ampliar els efectius de l'exèrcit regular, tot complementant l'exèrcit permanent.

En funció d'aquests paràmetres, hi ha tres grans models de forces armades, dos dels quals amb exèrcit regular i un tercer a base de forces irregulars:
- Exèrcit de lleva, exèrcit permanent compost, d'una banda, per un nucli de militars professionals i voluntaris (nucli anàleg a l'exèrcit professional) i, de l'altra, per una massa de personal de lleva en rotació, és a dir, joves (generalment homes) que compleixen el servei militar obligatori. En acabar el servei militar, el personal de lleva retorna a la vida civil, però és incorporat a la reserva passiva, de caràcter forçós. En cas de conflicte, l'exèrcit permanent (professionals més reclutes) és el primer a entrar en combat, i els seus efectius es poden multiplicar enormement mitjançant la mobilització de les successives lleves de reservistes. Aquest model ha estat l'habitual a la major part d'Europa i d'Amèrica d'ençà la Revolució Francesa. Des del punt de vista de l'estat, suposa un equilibri entre els pros i contres dels altres dos models, i alhora permet la formació d'exèrcits gegantins (en termes de milions de combatents), necessaris en guerres modernes de gran escala. En molts estats aquest model és rebutjat per gran part de la població, refractària al servei militar, el qual considera una imposició autoritària o una pèrdua de temps. Avui aquest model coneix una certa decadència en favor de la professionalització exclusiva, potser perquè molts estats no es creuen en perill de guerra oberta de defensa del territori, i només preveuen operacions de policia a gran distància del territori propi.
- Exèrcit professional, exèrcit permanent compost en exclusiva per professionals dedicats només a la preparació i entrada en combat (o per professionals, voluntaris i contractats). Es pot combinar amb una reserva voluntària (com ara la Guàrdia Nacional estatunidenca) composta per civils que fan pràctiques militars periòdiques i són mobilitzables en cas de conflicte. Aquest model, que és el tradicional del món anglòfon, avui està en expansió a Europa, en detriment de l'exèrcit de lleva. Té l'avantatge d'un alt grau de capacitació, i el perill de facilitar el desenvolupament de tendències pretorianes. El model d'exèrcit professional tendeix a ser ben vist per la població civil, exempta del servei militar; però alguns sectors el critiquen com a privatització de la defensa nacional, la qual deixa d'ésser tasca de tot el poble.
- Milícia cívica, o «milícia nacional/popular» (com la Milícia Nacional de l'Estat espanyol vuitcentista), composta per civils que es dediquen normalment a altres feines o professions i que periòdicament reben instrucció militar. Els milicians només es mobilitzen sobre les armes en cas de conflicte. En l'actualitat, la milícia cívica, allà on existeix, acostuma d'ésser un complement de l'exèrcit regular (sigui professional o de lleva). Aquest model té l'avantatge del cost reduït per a la societat, amb una certa democratització de la defensa, i el desavantatge d'un nivell d'entrenament i d'organització generalment inferiors als dels exèrcits regulars.

L'estat de preparació d'una organització militar pot ser indicat pel seu estat d'alerta (Def Con o 'condició de defensa' als EUA, estat BIKINI al Regne Unit).

## Dimensions de les forces armades

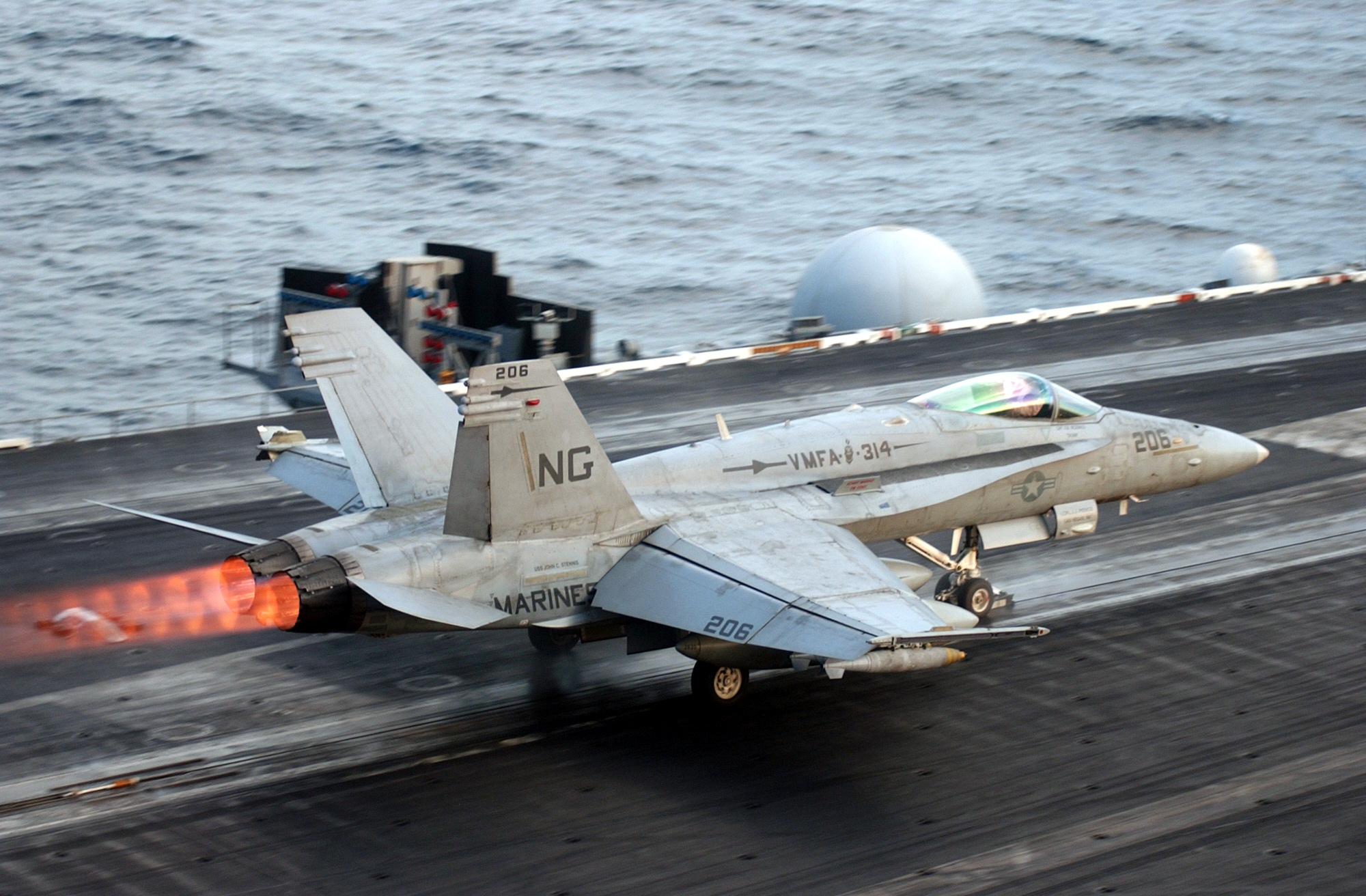
Un caça F/A-18 envolant-se d'un portaavions.

Les dimensions d'un exèrcit regular depèn de les circumstàncies històriques, de la voluntat política i de l'opció estratègica i tàctica. Al conjunt dels 28 països de la Unió Europea l'any 2013 hi havia 3,71 militars per cada 1.000 habitants. Així per exemple Espanya comptava amb uns 145.000 efectius militars (2,89 per mil) i Suècia amb uns 15.000 efectius (1,56 per mil).

## Beneficis i costos
Per a qualsevol estat, el benefici obvi de mantenir unes forces armades consisteix a proporcionar protecció contra amenaces externes i conflictes interns. En dècades recents el personal de les forces armades s'ha emprat també en suport de la defensa civil en situacions de catàstrofe. D'altra banda, les forces armades també poden danyar la societat tot arrossegant-la a guerres contraproduents (o simplement a la derrota), o bé mitjançant la repressió interna, o simplement impulsant la idea que la violència (o l'amenaça de tal) és la forma d'obtenir el que un desitja.
Les recerques militars de caràcter científic i tecnològic a vegades produeixen beneficis col·laterals, si bé hom argumenta que encara s'obtindrien majors beneficis si es destinava directament el capital a recerques que millorin la vida en comptes de destruir-la.
Segons l'estratègia del desgast, aplicada pel bloc capitalista contra el bloc socialista durant els períodes de Guerra Freda, la sobre-inversió en les forces armades pot esgotar la força de treball i material d'una societat i produir, així, un impacte significatiu en el nivell de vida dels civils. Si es perllonga durant un període important, açò resulta en la reducció de la recerca i el desenvolupament civils, així com en la degradació de la capacitat de millora de la infraestructura. Al seu torn, aquest estancament afecta les forces armades, en un cercle viciós. La Unió Soviètica és un exemple recent típic d'aquest problema, a causa de l'estratègia de desgast exercida pel món capitalista, juntament amb la intervenció a l'Afganistan. Segons algunes fonts, avui dia els Estats Units reunirien les condicions per a patir el mateix fenomen a causa de la seua participació en la invasió de l'Iraq.

## Casos documentats

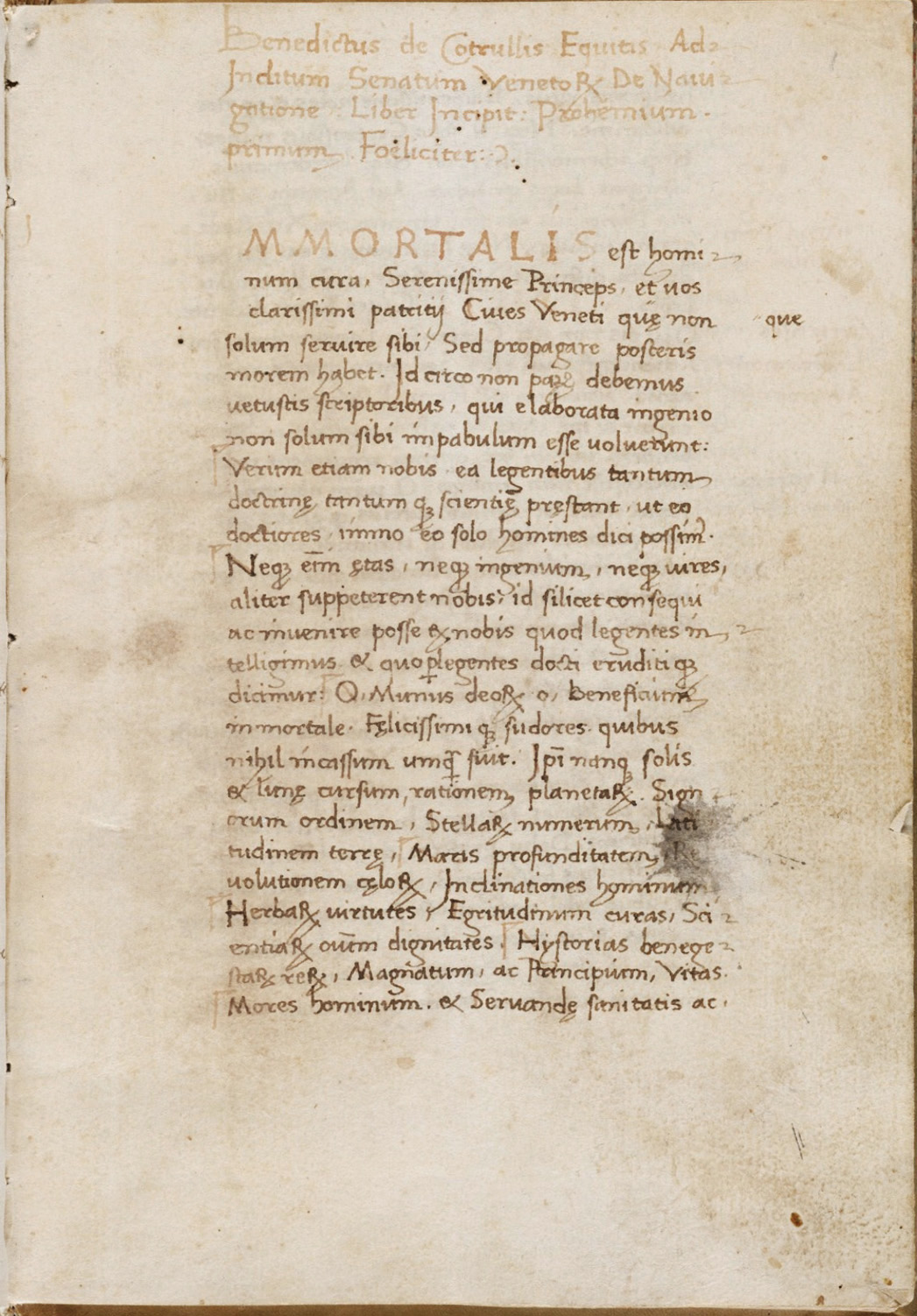
'De Navigatione Liber' 1464.

En molts casos hi ha documents que expliquen detalls sobre forces armades particulars en èpoques determinades.

### Seguici deDarios el Gran
Un dels cossos militars perses permanents era el dels anomenats Immortals.
| « | La sección que llamaban los persas Inmortales, y se componía de diez carros esculpidos de gran cantidad de figuras de oro y plata; seguía el cuerpo de caballería de los inmortales , que eran 10.000 , de diferentes naciones , todos adornados de collares de oro, ropas de tisú , y sobre ellas una especie de sayo con mangas anchas , cubierto de pedrería. | » |
| — | |   |

### Flavi Renat Vegeciva tractar de les forces armades de la Roma clàssica
| « | Le Peuple Romain, dans les prémiers temps ne mettoit de flottes en mer que dans la néceffité d'une guerre, quand la gloire ou le bien Romains de l'Etat y étoient intéressés : mais dans la suite la République jugea à propos d'avoir toujours des forces maritimes entretenues , pour n'être jamais prise au dépourvu de ce côté-là , & parce qu'on n'ose pas aisément insulter une Puissance qu'on voit en état de se venger. Il y avoit toujours a Miséne & à Ravenne deux flottes équipées ... | » |
| — | |   |

### Princeps namque
Llei de convocatòria de forces armades defensives.
| « | Lo Príncep si per qualque cas será assetiat, ó ell tendrá sos inimichs assetiats, ó oirá algún Rey ó Príncep venir contra sí á batallar, amonestará sa terra, que li aconega per letras ó per missatjes, ó per costumas ab las quals sol ésser la terra amonestada, ço es ab baróns tots homens així Cavallers, com pedóns qui hajan edat é poder de combatre, qui açó oirán ni veurán, com pus tots puxan li vajan socorre. E si ningú li fallirá de la ajuda que en açó fer li pora, perdre den tots temps tot quant per ell tenga. E cell qui per ell res no tindrá, esmenli lo falliment, é la deshonor que feta li haurá, ab haver, é ab sagrament, jurant ab las propias mans. Car ningún hom no deu fallir al Príncep á tant gran ops, ó necessitat. | » |

### Benedetto Cotrugli.De Navigatione(1464-65).
Benedetto Cotrugli fou autor d'un llibre de navegació (“De navigatione”; Nàpols 1464) que no es va arribar a publicar, però que es conserva en forma de manuscrit. Es tracta d'una obra que pot consultar-se en una transcripció digitalitzada a cura de Piero Falchetta. També el manuscrit original pot llegir-se de franc (Manuscrit Beinecke MS 557, Yale University Library, Beinecke Rare Book and Manuscript Library).
| «                                     | Galea vogia III hommini per bancho ogi, et have XXVIII et XXVIIII banchi. Le fuste vogano dui remi per bancho, et queste sonno de più qualitate de longeçe, ad beneplacitum XII, XVI, XX, XXIIII etc... Et realmente quisto modo de galee ando aptissimamente la nation Catallana et sondo aptissimi allo governo de quelle, perché le altre nationi armano solamente alli bisogni, et li Catalani al continuo fando lo misterio, et ciascheduno ne sa in parte et li Catallani in totum. | » |
| — De navigatione. Benedetto Cotrugli. | |   |

El que indicava Cotrugli era l'existència a Catalunya d'un estol de guerra permanent.